# James Younger, 5. Viscount Younger of Leckie

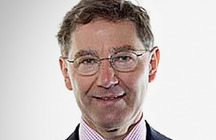
James Younger, 5. Viscount Younger of Leckie

James Edward George Younger, 5. Viscount Younger of Leckie (* 11. November 1955 in Edinburgh) ist ein britischer Peer und Politiker (Conservative Party).

## Leben und Karriere
Younger wurde 1955 als Sohn von George Younger, 4. Viscount Younger of Leckie und Diana Tuck in Edinburgh geboren. Er hat drei Geschwister. Er besuchte die University of St Andrews. 
Younger war von 1979 bis 1984 Personalchef (Personnel Manager) von Coats Patons plc. Er war Berater (Consultant) bei Angela Mortimer plc von 1984 bis 1986 und von 1986 bis 1992 bei Stephens Consultancies. Von 1992 bis 1994 war er Direktor von McInnes Younger. 1994 wurde er Leiter der Personalabteilung (Director HR) bei UBS und hatte dieses Amt bis 2004 inne. Von 2004 bis 2007 war er Direktor von Culliford Edmunds. Seit 2007 ist Younger Berater bei Eban Ltd. 
Er war 1993 Mitglied der Association of MBAs. 1993 wurde er Mitglied des Chartered Institute of Marketing (MCIM). 
Seit 2006 ist er Vorsitzender (Chair) der Buckingham Conservative Constituency Association und Mitglied der Association of Conservative Peers. Des Weiteren ist er Mitglied der Royal Company of Archers. Er ist Präsident der Kate Kennedy Club Life Members' Association in St Andrews (Grafschaft Fife) und Mitglied im Treuhandrat (Trustee) des Kate Kennedy Club Trust in St Andrews (Grafschaft Fife). Younger ist außerdem Direktor der Highland Society of London und Präsident  bei Globe Run. Younger ist weiters Ehrenvizepräsident (Honororay Vice President) des University of St. Andrews Alumni Club London.
2003, nach dem Tod seines Vaters, erbte er den Titel des Viscount Younger of Leckie sowie des Baronets Younger of Leckie.

## Mitgliedschaft im House of Lords
Am 23. Juni 2010 wurde im House of Lords offiziell bekannt gegeben, dass Younger die Nachwahl (By-election) der Hereditary Peers gewonnen hatte, die durch den Tod von David Carnegie, 14. Earl of Northesk im März 2010 nötig geworden war.
Youngers Mitgliedschaft im House of Lords begann somit am 23. Juni 2010. Die offizielle Einführung ins Oberhaus fand ebenfalls am 23. Juni statt. Seine Antrittsrede stand Ende August 2010 noch aus. Er ist einer von nur drei Mitgliedern des House of Lords, die nach dem House of Lords Act 1999 ihren Titel erbten.

## Privatleben
Younger heiratete 1988 Jennie Veronica Wootton, die Tochter von William Edward James Wootton. Sie haben zusammen drei Kinder, einen Sohn und zwei Töchter. Als seine Hobbys gibt er Segeln, Sportschießen, Tennis, Cricket, Laufen und Heimwerken an.